# Kruszczyk rdzawoczerwony
Kruszczyk rdzawoczerwony (Epipactis atrorubens (Hoffm.) Besser) – gatunek rośliny wieloletniej należący do rodziny storczykowatych (Orchidaceae).

## Rozmieszczenie geograficzne
Występuje w Europie, z wyjątkiem dalekiej północy. Centra jego występowania skupiają się w części środkowej i wschodniej. W Polsce roślina rzadka, występuje zarówno na niżu, jak i w niższych położeniach górskich na rozproszonych stanowiskach, rzadko zwłaszcza na północy kraju. Najwyżej spotykana w Tatrach na stoku Gładkie Upłaziańskie na wysokości 1500 m n.p.m. Status gatunku we florze Polski: gatunek rodzimy.

## Morfologia
ŁodygaWzniesiona, obła, pojedyncza i nie rozgałęziająca się, o wysokości 10–80 cm, cała naga, lub tylko górą owłosiona. Górne międzywęźla dłuższe od pozostałych. Łodyga wyrasta z podziemnego kłącza z krótkimi międzywęźlami.
LiścieO kształcie jajowatym lub jajowatolancetowatym, z szorstkimi nerwami i owłosione na brzegach. Są znacznie dłuższe od międzywęźli, sztywne i ustawione na łodydze niemal naprzeciwlegle i dwustronnie.
KwiatyZebrane w luźne grono zawierające kilkanaście kwiatów na krótkich szypułkach. Oś grona kwiatowego jest gęsto omszona białymi włoskami. Działki kielicha mają długość 8-10 mm i są z zewnątrz omszone. Zalążnia silnie omszona i nagle zwężająca się w szypułkę kwiatową. Kwiaty wonne (pachną wanilią), o ciemnej barwie – brudnopurpurowe lub czerwonofioletowe. Warżka rdzawoczerwona lub różowawa, jej przedni zaostrzony człon o łódkowatym kształcie jest zrośnięty nieruchomo z członem nasadowym. Człon końcowy jest szeroki i rurkowaty lekko falisty, lub karbowany z dwoma fałdowanymi guzkami, które zbiegają łącząc się z trzecim guzkiem w środku.
OwocePękająca torebka.

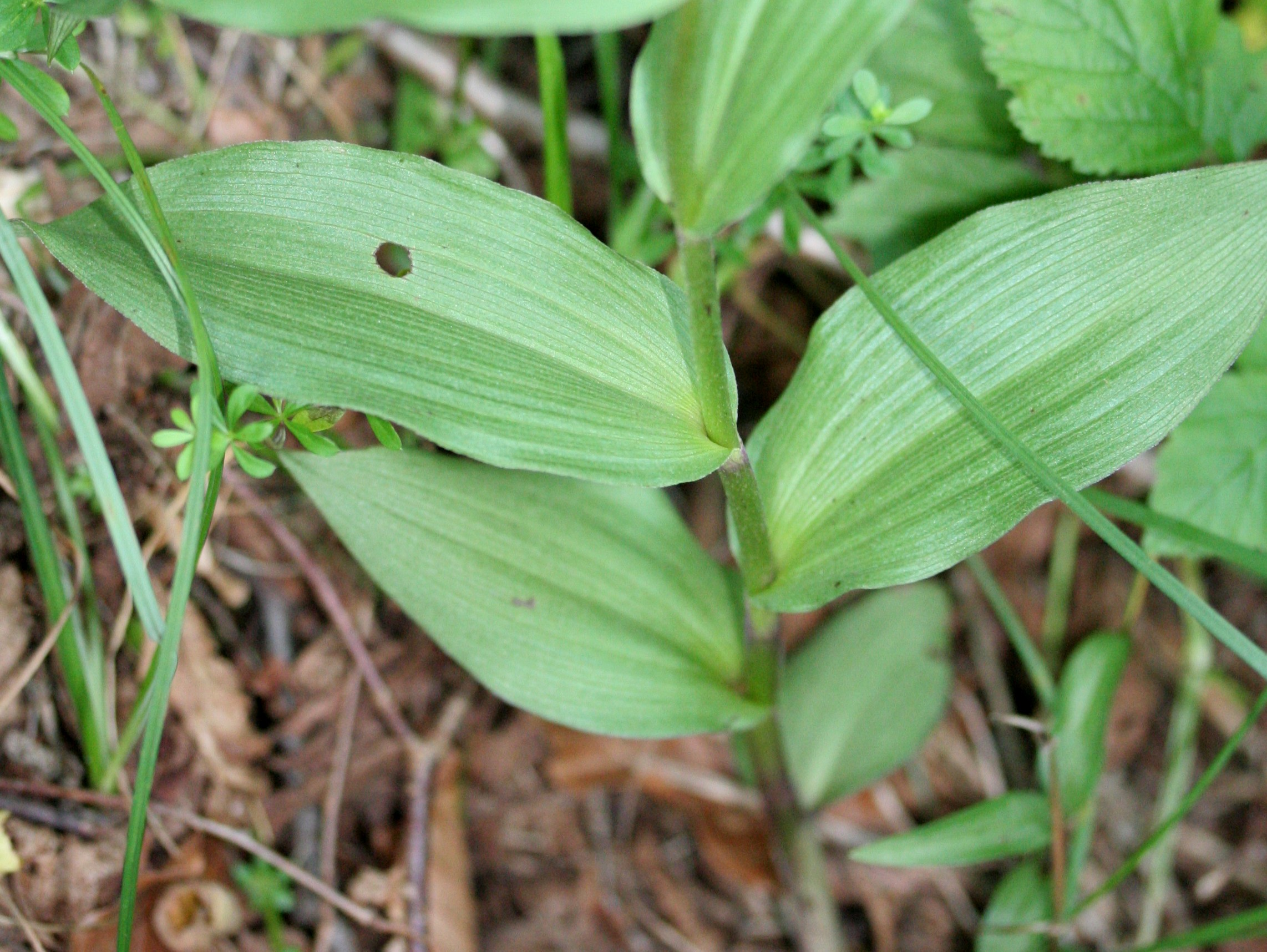
Liście
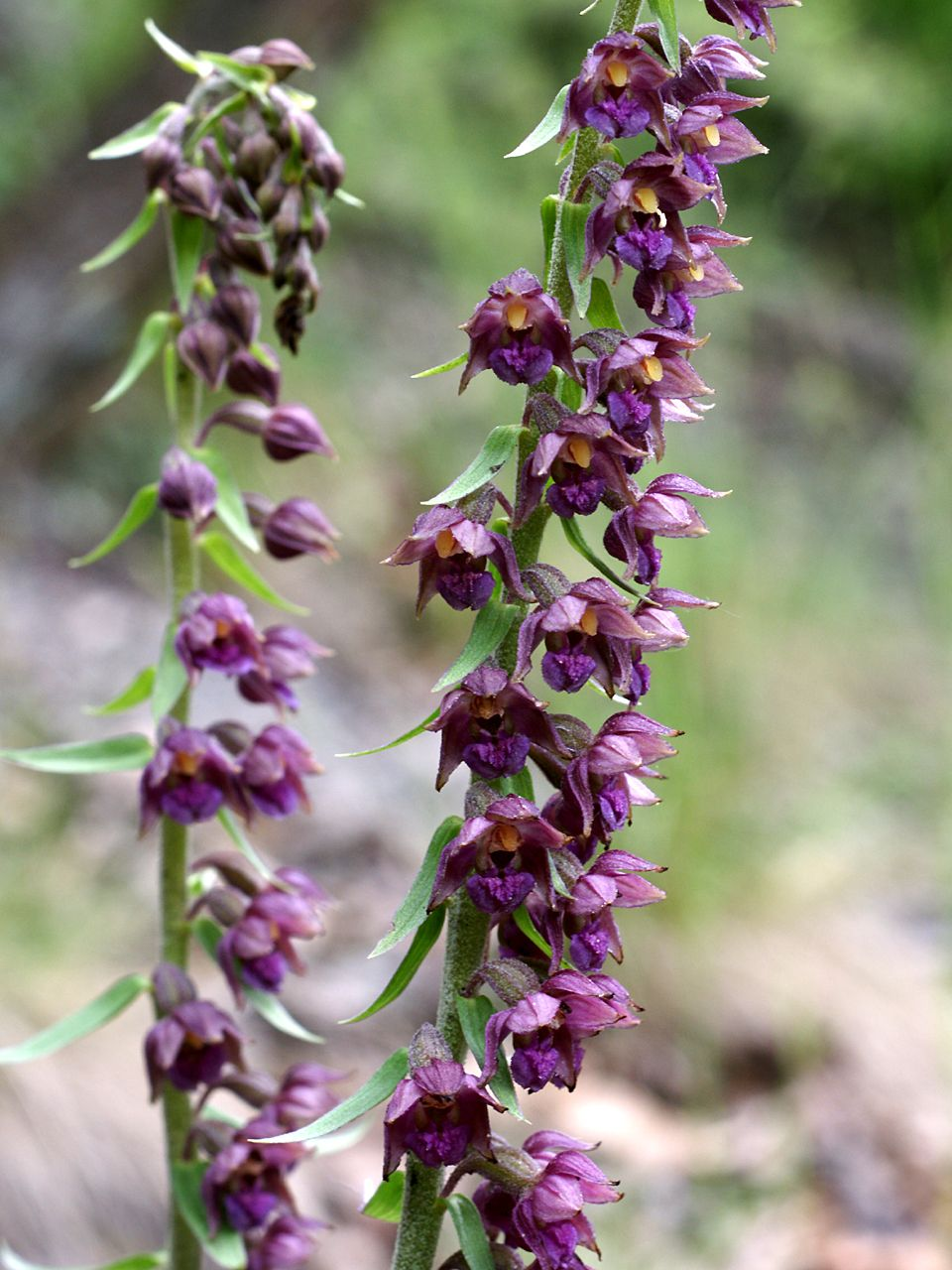
Kwiatostan
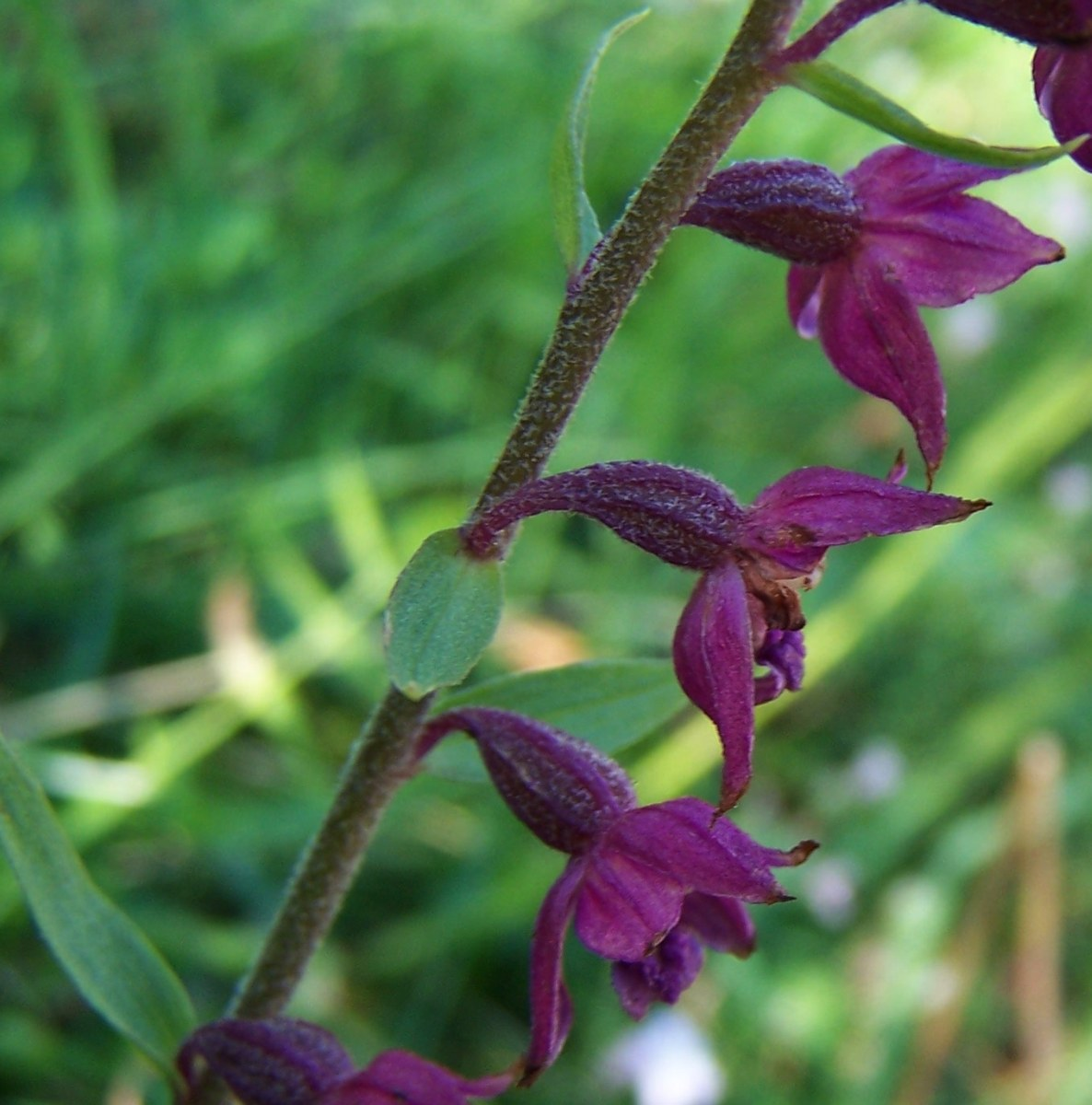
Kwiaty
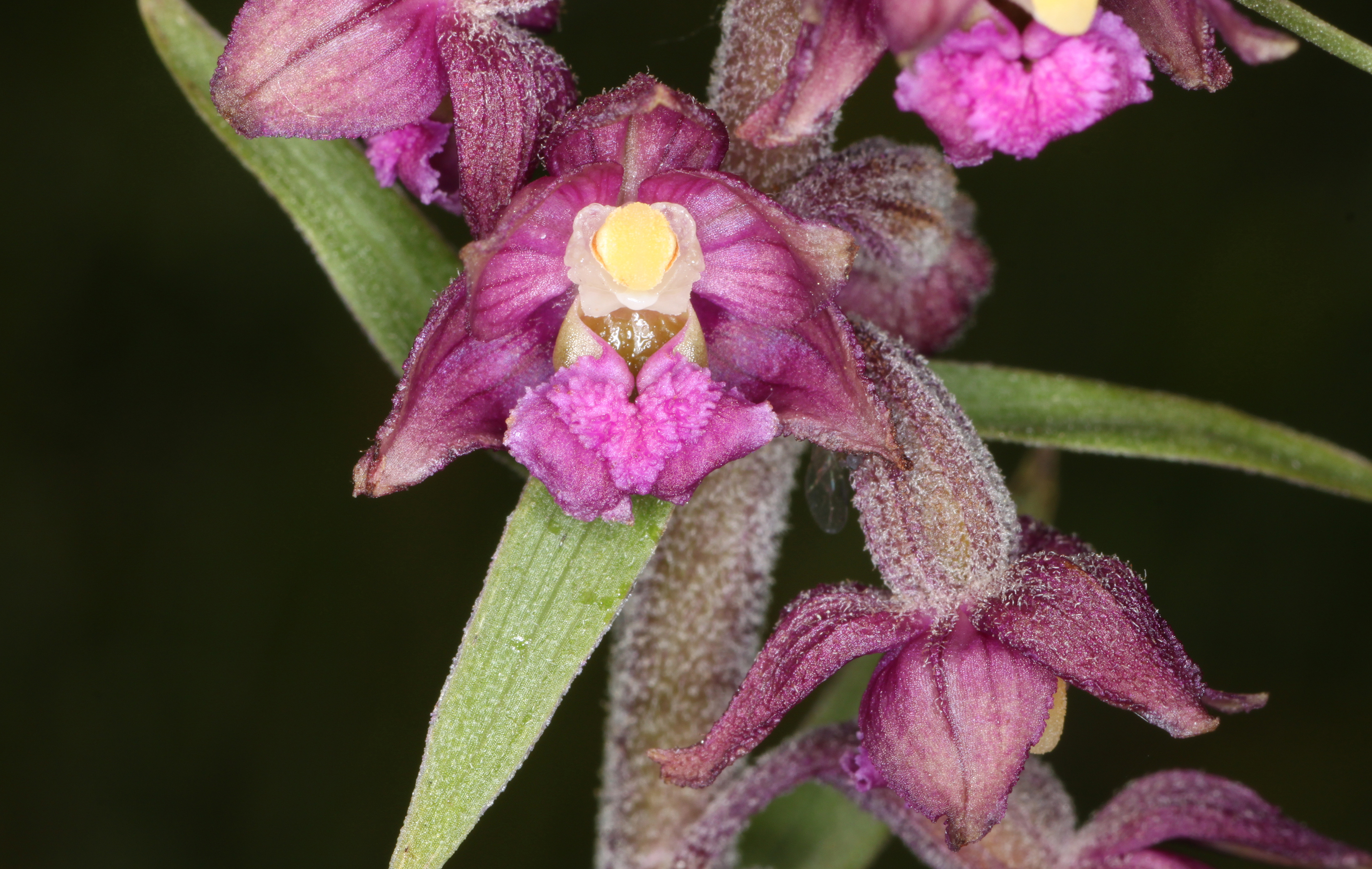
Kwiaty

## Biologia i ekologia
Rozwój
Bylina, geofit ryzomowy. Kwitnie od czerwca do lipca (lub sierpnia). Kwiaty nie produkują nektaru, są jednak odwiedzane przez owady, które zbierają pyłkowiny. Owad siadając na warżce odgina swoim ciężarem jej część szczytową, a pyłkowina przykleja mu się do głowy. W niesprzyjających warunkach (np. podczas długotrwałych opadów), gdy owady nie odwiedzają kwiatów, dochodzi do samozapylenia.
Siedlisko
Rośnie w widnych lasach, na łąkach, w zaroślach, na suchych murawach. Lubi miejsca ciepłe i słoneczne. Preferuje gleby o odczynie zbliżonym do obojętnego, o różnym stopniu wilgotności, zasobne w węglan wapnia. Spotykany na wysokości 0-2200 m n.p.m.. W klasyfikacji zbiorowisk roślinnych gatunek charakterystyczny dla Cl. Erico-Pinetea, SubAll. Cephalanthero-Fagenion, Ass. Cephalanthero rubrae-Fagetum.

## Zmienność
Gatunek mało zmienny morfologicznie. Z kruszczykiem szerokolistnym (Epipactis helleborine) tworzy mieszańca E.× schmalhauseniii. Krzyżuje się także z kruszczykiem drobnolistnym (E. microphylla) oraz kruszczykiem błotnym (E. palustris).

## Zagrożenia i ochrona
Od 2014 roku roślina jest objęta w Polsce częściową ochroną gatunkową. W latach 1946–2014 gatunek znajdował się pod ochroną ścisłą. 
Umieszczony na polskiej czerwonej liście w kategorii NT (bliski zagrożenia).
Zagrożeniem może być niszczenie stanowisk w wyniku gospodarki leśnej i zakwaszanie gleb.